# 架空世界

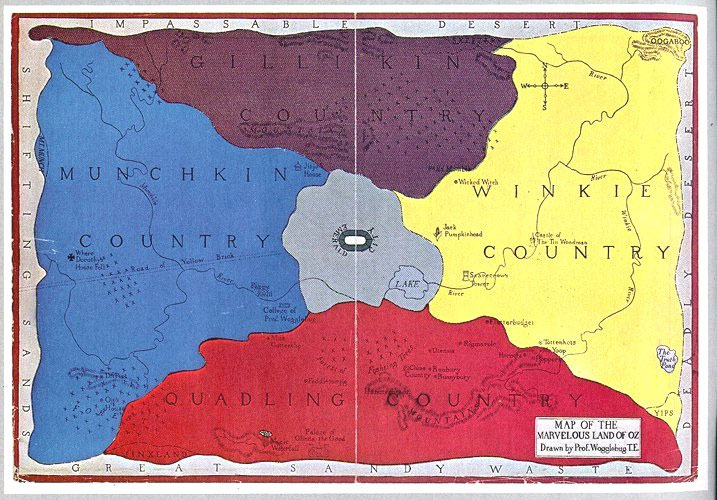
『オズの魔法使い』の地図。ライマン・フランク・ボームのオズシリーズの架空世界

架空世界（かくうせかい）とは、現実の世界とは異なる出来事やその他の要素を持つフィクションのための一貫した舞台設定である。架空の世界は、小説、漫画、映画、テレビ番組、ビデオゲーム、その他の創作物に登場する。固定した名称はなく、創作世界、想像上の世界、架空宇宙など様々に呼ばれる。
架空世界は実世界とほとんど同じに設定することもでき、物語の登場人物と物語の根幹を成す事象だけが架空ということもある。また、現実とはほとんど全く異なる世界を構築することもでき、時には時空の基本原理を架空のものにすることもある。一般に架空世界と言った場合、現実と著しく異なる都市や国や惑星全体の想像上の設定を指す。例えば、世界のあり方や歴史が一般常識と異なるとか、ファンタジーやSFによくある魔法や超光速航法がある世界などで、そのような架空世界の設定構築が創作上の大きな部分を占めている場合を言うことが多い。
架空世界は1つの作品で完結している場合もあるが、ファンタジーやSFでは一連の作品で共通の架空世界の設定を用いることが多い。歴史や地理を詳しく定義したり、架空の言語を構築する場合もある。
同じ架空世界を用いて一連の作品を創作した場合の相互矛盾への取り扱いは著者によって大きく異なり、矛盾が起きぬよう厳密に設定される事もプロッティングを優先し矛盾を放置する事もある。
クトゥルフ神話など、複数の著者が共通の架空世界を用いる事もあり、その行為や生み出された作品群、共有された世界設定自体を指してシェアード・ワールドなどと呼ばれる。

## 範囲
トマス・モアの『ユートピア』は、独自の規則と架空の概念に基づいて想像上の世界を包括的に構築した初期の例の1つだが、これは小さな島だけを描いている。その後の架空世界の例として、ロバート・E・ハワードの《英雄コナン》シリーズではより広い範囲で世界を構築しており、《スター・ウォーズ》シリーズ、デイヴィッド・ウェーバーの《オナー・ハリントン・シリーズ》、《レンズマン》シリーズなどは銀河規模あるいは銀河間規模の世界を構築している。パラレルワールドと呼ばれる設定の場合、複数の「世界」が並行して存在し、それら世界群を架空世界として構築することになる。パラレルワールドは20世紀中ごろ以降のSFによく見られ、例えば《スタートレック》シリーズのエピソード「イオン嵐の恐怖」から設定がふくらんでいった鏡像宇宙などがある。《銀河ヒッチハイクガイド》シリーズは5作品で構成されているが、その中で登場人物達は異なる宇宙の間を行ったり来たりする。より正確に言えば、主人公達と地球の様々な存在状態に関わる様々な時間線と様々な次元を行ったり来たりする。

## 形式
1つの作品だけで完結している架空世界の例としては、ジョージ・オーウェルの『1984年』、オルダス・ハクスリーの『すばらしい新世界』などがある。他にシリーズ化されるものもある。
最小の架空世界は、物語の連続性を一貫したものにするのに必要なだけの属性や時間線だけを備えている。しかし、その作品を異なる作家、編集者、映画プロデューサーなどが書き換えると、偶然か故意かはともかく、一貫性が破壊されることがある。特に映画製作においては既存の作品の架空の設定が変えられてしまうことが多い。
後付け設定は、このような設定の改変が起きた場合によく使われる。これに対してファンダムは架空世界の独自の規則を作ることがあり、それが一般に受け入れられると実際の作品もその規則に従う場合がある。ファンが架空世界に追加していく作品群（ファン小説、パスティーシュ、パロディなど）は、公式に認められない限り正規の作品とは見なされない。

## 共同制作
架空世界は複数の作家が共有することがあり、各人がその架空世界の設定に基づいて書いた作品がどれも正規のものと認められる。
不特定多数の人が利用することを意図して架空世界を構築する場合もある。例えばゲーム、特にロールプレイングゲームやテレビゲームの架空の設定が挙げられる。例えば、ロールプレイングゲーム「ダンジョンズ&ドラゴンズ」の設定はキャンペーン設定と呼ばれ、他のゲームでもこの用語を使うこともある。MMORPGやMUDなどのオンラインゲームの架空世界は仮想世界などと呼ばれる。2つ以上の異なるキャラクター、シリーズ、架空世界が交差する作品をクロスオーバー作品と呼ぶ。